# Nicht kleinzukriegen
Nicht kleinzukriegen ist eine schwarz-weiß-Produktion vom DEFA-Studio für Spielfilme (Potsdam-Babelsberg) für das Fernsehen der DDR produzierte Bühnen-Komödie von Günter Stahnke aus dem Jahr 1976. In den Hauptrollen des Fernsehschwanks agieren Herbert Köfer, Ingeborg Krabbe und Heinz Rennhack.

## Handlung
Hermann Paepkes Kinder sind erwachsen und er denkt sich, dass er nun endlich wieder mehr Zeit mit seiner Frau Hertha verbringen kann. Doch damit weit gefehlt, denn Hertha klammert sich an ihren jüngsten Sohn Ulf, weil ihr erster Sohn Benno nach seiner Hochzeit kaum etwas von sich hören lässt und sie die Sorge hat, auch Ulf zu verlieren. Sein Vater unterstützt ihn jedoch dabei, dass er weibliche Bekanntschaft macht und sich von seinen Eltern allmählich „abnabelt“. Mit Unterstützung seines Nachbarn Benno Paepke bestellt Hermann eine seiner jungen Arbeitskolleginnen zu sich, damit sie mit Ulf ins Theater gehen soll. Als seine Frau die Tickets entdeckt, wird sie misstrauisch, sodass Hermann in Erklärungsnot gerät und behauptet die Karten wären für sie und Ulf. Eilig stürmt Hertha mit Ulf ins Theater, während nun auch schon die junge Frau vor der Tür steht, weil Hermann sie so schnell nicht wieder abbestellen konnte. Fatalerweise waren die Karten aber erst für den nächsten Tag, sodass Hertha vorzeitig zurückkommt und Hermann mit der jungen Dame ertappt. Sie zieht daraus ihre eigenen Schlüsse und ihr Hermann muss zur Strafe die Nacht auf der Couch schlafen. Am nächsten Morgen erklärt er Hertha zwar die Hintergründe seiner Aktion, kann sie aber nicht umstimmen Ulf mehr Freiraum zu geben.
Zu seinem Erstaunen stellt Hermann fest, dass das Muttersöhnchen Ulf doch schon mit Frauen umgehen kann und bereits eine Freundin hat. Dies will er natürlich fördern, was Hertha ganz und gar nicht einsieht. Ehe sich die beiden versehen, sind Ulf und Lotte sogar fest entschlossen zu heiraten. Hertha legt nun gleich fest, dass die beiden bei ihnen wohnen sollen. Ulf findet das zwar prima, aber Lotte und Hermann weniger. Für Hertha löst sich das Problem, als sich plötzlich Benno wieder einfindet und sich bei seinen Eltern einquartieren will, weil er mit seiner Frau Probleme hat. Zunächst haben Hertha und Hermann nun ihre beiden Söhne wieder im Haus, sodass es hier im Tagesablauf recht turbulent zugeht. Hermann plant deshalb für Ulf und seine Braut ein eigenes Heim. Da sein Angelfreund Franz eine leerstehende Laube besitzt, kauft er ihm diese ab. Ulf und Lotte sind wenig begeistert, auch wenn sie dort für sich allein wären, ein eigenes Heim haben sie sich anders vorgestellt.
Hermann konzentriert sich nun auf Benno und seine Eheprobleme, denn wenn er dabei hilft diese zu lösen, würde sein ältester Sohn sicher wieder ausziehen. Kurzerhand ruft er seine Schwiegertochter Julia an, die auch sogleich anreist. Beide sind ernsthaft gewillt sich wieder miteinander zu vertragen, doch dummerweise hat Benno von einem Betriebsausflug Molli mitgebracht, die ihm nun sein Vater „abnehmen“ soll, damit Julia nichts merkt. Doch Bennos Mutter findet das scheinbare Techtelmechtel von Hermann nicht so toll. Um ihm aus der Patsche zu helfen, soll Benno seiner Mutter erklären, dass er Molli mitgebracht hat und nicht sein Vater. Zum Glück kommt gerade Angelfreund Franz, dem sie Molli kurzerhand „unterschieben“ können. So pegelt sich alles wieder ein und Ulf hat sogar über Lottes Großmutter eine Wohnung besorgt – schließlich würden sie selbst bald Eltern werden. Überrascht von dieser Nachricht kann Hertha nicht umhin sich vorzustellen, dass ihr Enkelkind ja ein paar Tage die Woche bei ihnen sein könnt. Hermann stellt daraufhin fest: „Man kann machen was man will, so 'ne Familie ist einfach nicht kleinzukriegen!“

## Produktion
Der Film erlebte am 11. April 1976 auf DFF 1 seine Erstausstrahlung. Im September 2016 kam der Film bei Icestorm im Rahmen der Reihe DDR TV-Archiv auf DVD heraus.

## Kritik
Die Kritiker der Fernsehzeitschrift TV Spielfilm vergaben eine mittlere Wertung (Daumen gerade) und beurteilten das Stück als „Familien-humor mit DDR-Flair.“